# Kovács Nemere
Kovács Nemere (Kolozsvár, 1942. április 28. – Kolozsvár, 2003. május 7.) magyar újságíró, közíró, ifjúsági író. Kovácsné József Magda férje.

## Életútja
Középiskolai tanulmányait szülővárosában, a Brassai Sámuel Líceumban végezte (1959), filozófia-történelem-pedagógia szakos tanári oklevelet a Babeș–Bolyai Tudományegyetemen szerzett (1964). A Pionír marosvásárhelyi szerkesztője (1964–67), a Jóbarát székelyföldi tudósítója (1967–68), majd 1969-től az Ifjúmunkás munkatársa. 1990–91-ben a bukaresti Cimbora kolozsvári szerkesztője, az 1990 májusában újraalakult Romániai Magyar Cserkész Szövetség (RMCSSZ) alelnöke. A kolozsvári Brassai Sámuel Líceum és Apáczai Csere János Líceum tanára.

## Írói munkássága
Első írását a Korunk közölte (1963). Cikkei, riportjai, tanulmányai itt s A Hét, Igazság, Hargita, Előre, Brassói Lapok, Dolgozó Nő, Igaz Szó, Tanügyi Újság, Napsugár hasábjain jelentek meg. Szerkesztett két gyermekszíndarab-kötetet a marosvásárhelyi Népi Alkotások Háza kiadásában (Én, te ő... mi, ti, ők..., 1967; A csodaláda, 1968), valamint két detektívtörténet-válogatást a Kriterionnál (Áldozati báránycomb, 1977; Éjszakai ügyelet, 1980). Sajtó alá rendezte és bevezetővel látta el Markovits Rodion Szibériai garnizon című művét a Tanulók Könyvtára sorozatban (1981). Az 1987-ben megjelent Ember és föld, Tenni és teremteni és Jelenünk jegyében című cikkgyűjteményekben riportokkal szerepelt.
Két bábjátékát (Dolgozz, macska, 1971; A csodafazék, 1986) a kolozsvári Állami Bábszínház magyar tagozata mutatta be Almási István zenéjével. Egy jugoszláviai antológiában (Buli. Mindenkinek jut szerep. Újvidék, 1987) A kőleves című gyermekszíndarabbal szerepelt.

## Kötetei
- A nagyotmondó fiú. Mesejátékok. Marosvásárhely, Népi Alkotások Megyei Háza, 1971.
- Táborozók könyve. Bukarest, Kriterion, 1974.
- Játék, szakkör, pódium. Ifjúsági klubtevékenység. Bukarest, Kriterion, 1985. (Kriterion Kiskalauz)
- Riportúton az Olt mentén. Fiatalok az iparban, a mezőgazdaságban, az építőtelepeken. Bukarest, Kriterion, 1987. (Mirk Lászlóval közösen)
- Milyen nemzeti kisebbségek élnek Romániában? Sepsiszentgyörgy, Európai Idő, 1990. (Tudod-e... RMDSZ-füzetek)
- Serdülni nehéz. Kolozsvár, Stúdium, 1995.
- Túrázók könyve. Kolozsvár, Stúdium, 1996.